# Jonas Svensson (voetballer)
Jonas Svensson (Verdal, 6 maart 1993) is een Noors voetballer die doorgaans speelt als rechtsback. In januari 2024 verruilde hij Adana Demirspor voor Beşiktaş. Svensson maakte in 2016 zijn debuut in het Noors voetbalelftal.

## Clubcarrière
Svensson speelde in de jeugd van amateurclub Verdal IF. In 2008 kwam hij bij Levanger FK terecht. Daar speelde hij als vijftien- en zestienjarige veertien wedstrijden in de 2. Divisjon, het derde niveau van Noorwegen. In augustus 2009 maakte de verdediger de overstap naar Rosenborg BK. Daar maakte hij op 10 maart 2011 zijn competitiedebuut. Op die dag werd met 4–4 gelijkgespeeld tegen Lillestrøm SK en Svensson maakte als invaller zijn entree. Zijn eerste basisplaats kreeg hij op 16 mei 2011, toen in eigen huis FK Haugesund met 0–1 te sterk was. In juni van dat jaar ondertekende de rechtsback een professioneel contract bij Rosenborg tot eind 2013. Op 3 juni 2011 won Rosenborg met 4–0 van Sarpsborg 08 FF. Svensson maakte twee doelpunten in dat duel. Zijn Europese debuut volgde ook dat jaar, op 13 juli, tegen Breiðablik Kópavogur in de voorronde van de UEFA Champions League (5–0 winst).
In januari 2017 verkaste Svensson naar AZ, waar hij zijn handtekening zette onder een verbintenis voor de duur van vierenhalf seizoen. Hij zou de opvolger moeten worden van Mattias Johansson, die aan had gegeven zijn in de zomer van 2016 aflopende contract niet te gaan verlengen. Na afloop van zijn verbintenis besloot Svensson voor drie seizoenen te tekenen bij de Turkse promovendus Adana Demirspor. Met die club bleef hij twee seizoenen op rij in de Süper Lig, waarna hij in januari 2024 transfervrij mocht vertrekken naar Beşiktaş, waar hij voor anderhalf jaar tekende met een optie op een seizoen extra. Deze optie werd aan het einde van het seizoen 2024/25 gelicht.

## Clubstatistieken
| Seizoen | Club            | Competitie  | Competitie | Competitie | Beker | Beker | Internationaal | Internationaal | Nacompetitie | Nacompetitie | Totaal | Totaal |
| Seizoen | Club            | Competitie  | Wed.       | Dlp.       | Wed.  | Dlp.  | Wed.           | Dlp.           | Wed.         | Dlp.         | Wed.   | Dlp.   |
| ------- | --------------- | ----------- | ---------- | ---------- | ----- | ----- | -------------- | -------------- | ------------ | ------------ | ------ | ------ |
| 2008    | Levanger FK     | 2. Divisjon | 10         | 0          | 0     | 0     | —              | —              | —            | —            | 10     | 0      |
| 2009    | Levanger FK     | 2. Divisjon | 4          | 1          | 1     | 0     | —              | —              | —            | —            | 5      | 1      |
| 2010    | Rosenborg BK    | Tippeligaen | 0          | 0          | 1     | 0     | 0              | 0              | —            | —            | 1      | 0      |
| 2011    | Rosenborg BK    | Tippeligaen | 25         | 2          | 4     | 1     | 6              | 0              | —            | —            | 35     | 3      |
| 2012    | Rosenborg BK    | Tippeligaen | 27         | 3          | 4     | 2     | 14             | 0              | —            | —            | 45     | 5      |
| 2013    | Rosenborg BK    | Tippeligaen | 27         | 3          | 5     | 0     | 4              | 2              | —            | —            | 36     | 5      |
| 2014    | Rosenborg BK    | Tippeligaen | 23         | 2          | 1     | 1     | 3              | 0              | —            | —            | 27     | 3      |
| 2015    | Rosenborg BK    | Tippeligaen | 29         | 0          | 6     | 0     | 14             | 1              | —            | —            | 49     | 1      |
| 2016    | Rosenborg BK    | Tippeligaen | 26         | 1          | 4     | 1     | 6              | 0              | —            | —            | 36     | 2      |
| 2016/17 | AZ              | Eredivisie  | 9          | 0          | 0     | 0     | —              | —              | 4            | 0            | 13     | 0      |
| 2017/18 | AZ              | Eredivisie  | 32         | 3          | 6     | 1     | 0              | 0              | —            | —            | 38     | 4      |
| 2018/19 | AZ              | Eredivisie  | 32         | 1          | 4     | 0     | 2              | 0              | —            | —            | 38     | 1      |
| 2019/20 | AZ              | Eredivisie  | 23         | 1          | 3     | 1     | 12             | 0              | —            | —            | 38     | 2      |
| 2020/21 | AZ              | Eredivisie  | 18         | 0          | 0     | 0     | 6              | 0              | —            | —            | 24     | 0      |
| 2021/22 | Adana Demirspor | Süper Lig   | 33         | 0          | 2     | 0     | —              | —              | —            | —            | 35     | 0      |
| 2022/23 | Adana Demirspor | Süper Lig   | 29         | 0          | 0     | 0     | —              | —              | —            | —            | 29     | 0      |
| 2023/24 | Adana Demirspor | Süper Lig   | 14         | 0          | 0     | 0     | 6              | 1              | —            | —            | 20     | 1      |
| 2023/24 | Beşiktaş        | Süper Lig   | 10         | 0          | 5     | 0     | —              | —              | —            | —            | 15     | 0      |
| 2024/25 | Beşiktaş        | Süper Lig   | 31         | 0          | 5     | 1     | 10             | 0              | —            | —            | 46     | 1      |
| 2025/26 | Beşiktaş        | Süper Lig   | 0          | 0          | 0     | 0     | 1              | 0              | —            | —            | 1      | 0      |
| Totaal  | Totaal          | Totaal      | 402        | 17         | 51    | 8     | 83             | 4              | 4            | 0            | 540    | 29     |

Bijgewerkt op 25 juli 2025.

## Interlandcarrière
Svensson maakte zijn debuut in het Noors voetbalelftal op 1 juni 2016, toen met 3–2 gewonnen werd van IJsland. De Noorse doelpunten werden gemaakt door Stefan Johansen, Pal André Helland en Alexander Sørloth, de tegentreffers kwamen van Sverrir Ingi Ingason en Gylfi Sigurðsson. De vleugelverdediger mocht van bondscoach Per-Mathias Høgmo in de basis starten en hij speelde het gehele duel mee. De andere debutant dit duel was Martin Samuelsen (West Ham United). Op 24 maart 2021 speelde Svensson zijn twintigste interland en hierin kwam hij voor het eerst tot scoren. Hij bepaalde de eindstand van de kwalificatiewedstrijd voor het WK 2022 tegen Gibraltar op 0–3, nadat eerder ook Alexander Sørloth en Kristian Thorstvedt tot scoren waren gekomen.
| Interlands van Jonas Svensson voor Noorwegen | Interlands van Jonas Svensson voor Noorwegen | Interlands van Jonas Svensson voor Noorwegen | Interlands van Jonas Svensson voor Noorwegen | Interlands van Jonas Svensson voor Noorwegen | Interlands van Jonas Svensson voor Noorwegen | Interlands van Jonas Svensson voor Noorwegen |
| №                                            | Datum                                        | Wedstrijd                                    | Uitslag                                      | Competitie                                   | Goals                                        |                                              |
| Als speler bij Rosenborg BK                  | Als speler bij Rosenborg BK                  | Als speler bij Rosenborg BK                  | Als speler bij Rosenborg BK                  | Als speler bij Rosenborg BK                  | Als speler bij Rosenborg BK                  | Als speler bij Rosenborg BK                  |
| -------------------------------------------- | -------------------------------------------- | -------------------------------------------- | -------------------------------------------- | -------------------------------------------- | -------------------------------------------- | -------------------------------------------- |
| 1                                            | 1 juni 2016                                  | Noorwegen – IJsland                          | 3 – 2                                        | Vriendschappelijk                            |                                              |                                              |
| 2                                            | 5 juni 2016                                  | België – Noorwegen                           | 3 – 2                                        | Vriendschappelijk                            |                                              |                                              |
| 3                                            | 31 augustus 2016                             | Noorwegen – Wit-Rusland                      | 0 – 1                                        | Vriendschappelijk                            |                                              |                                              |
| 4                                            | 4 september 2016                             | Noorwegen – Duitsland                        | 0 – 3                                        | WK 2018 kwalificatie                         |                                              |                                              |
| 5                                            | 8 oktober 2016                               | Azerbeidzjan – Noorwegen                     | 1 – 0                                        | WK 2018 kwalificatie                         |                                              |                                              |
| 6                                            | 11 oktober 2016                              | Noorwegen – San Marino                       | 4 – 1                                        | WK 2018 kwalificatie                         |                                              |                                              |
| Als speler bij AZ                            |                                              |                                              |                                              |                                              |                                              |                                              |
| 7                                            | 10 juni 2017                                 | Noorwegen – Tsjechië                         | 1 – 1                                        | WK 2018 kwalificatie                         |                                              |                                              |
| 8                                            | 13 juni 2017                                 | Noorwegen – Zweden                           | 1 – 1                                        | Vriendschappelijk                            |                                              |                                              |
| 9                                            | 1 september 2017                             | Noorwegen – Azerbeidzjan                     | 2 – 0                                        | WK 2018 kwalificatie                         |                                              |                                              |
| 10                                           | 4 september 2017                             | Duitsland – Noorwegen                        | 6 – 0                                        | WK 2018 kwalificatie                         |                                              |                                              |
| 11                                           | 5 oktober 2017                               | San Marino – Noorwegen                       | 0 – 8                                        | WK 2018 kwalificatie                         |                                              |                                              |
| 12                                           | 8 oktober 2017                               | Noorwegen – Noord-Ierland                    | 1 – 0                                        | WK 2018 kwalificatie                         |                                              |                                              |
| 13                                           | 11 november 2017                             | Macedonië – Noorwegen                        | 2 – 0                                        | Vriendschappelijk                            |                                              |                                              |
| 14                                           | 14 november 2017                             | Slowakije – Noorwegen                        | 1 – 0                                        | Vriendschappelijk                            |                                              |                                              |
| 15                                           | 26 maart 2018                                | Albanië – Noorwegen                          | 0 – 1                                        | Vriendschappelijk                            |                                              |                                              |
| 16                                           | 2 juni 2018                                  | IJsland – Noorwegen                          | 2 – 3                                        | Vriendschappelijk                            |                                              |                                              |
| 17                                           | 18 november 2019                             | Malta – Noorwegen                            | 1 – 2                                        | EK 2020 kwalificatie                         |                                              |                                              |
| 18                                           | 7 september 2020                             | Noord-Ierland – Noorwegen                    | 1 – 5                                        | Nations League 2020/21                       |                                              |                                              |
| 19                                           | 11 oktober 2020                              | Noorwegen – Roemenië                         | 4 – 0                                        | Nations League 2020/21                       |                                              |                                              |
| 20                                           | 24 maart 2021                                | Gibraltar – Noorwegen                        | 0 – 3                                        | WK 2022 kwalificatie                         | 57'                                          |                                              |
| 21                                           | 27 maart 2021                                | Noorwegen – Turkije                          | 0 – 3                                        | WK 2022 kwalificatie                         |                                              |                                              |
| 22                                           | 30 maart 2021                                | Montenegro – Noorwegen                       | 0 – 1                                        | WK 2022 kwalificatie                         |                                              |                                              |
| 23                                           | 2 juni 2021                                  | Noorwegen – Luxemburg                        | 1 – 0                                        | Vriendschappelijk                            |                                              |                                              |

Bijgewerkt op 25 juli 2025.

## Erelijst
| Competitie     |              |              |              |              |
| Competitie     | Aantal       | Jaren        |              |              |
| Rosenborg BK   | Rosenborg BK | Rosenborg BK | Rosenborg BK | Rosenborg BK |
| -------------- | ------------ | ------------ | ------------ | ------------ |
| Tippeligaen    | 2            | 2015, 2016   |              |              |
| NM Cupen       | 2            | 2015, 2016   |              |              |
| Beşiktaş       |              |              |              |              |
| Türkiye Kupası | 1            | 2023/24      |              |              |
| Süper Kupa     | 1            | 2024         |              |              |